# James Galway
(James Galway)
Sir James Galway, soprannominato l'uomo dal flauto d'oro (Belfast, 8 dicembre 1939), è un flautista irlandese, originario dell'Irlanda del nord.
È universalmente considerato uno dei più grandi interpreti del repertorio flautistico di tutti i tempi, ed ha riscosso il successo sia del pubblico sia della critica, grazie alle numerose tournée e alle diverse apparizioni in televisione che gli hanno permesso di essere conosciuto ed apprezzato da milioni di persone in tutto il mondo.

## Biografia

### Gli inizi
Sir James ha iniziato fin da piccolo a suonare il penny whistle, o tin whistle, un particolare flauto irlandese, prima di dedicarsi definitivamente a quello che sarebbe diventato lo strumento della sua vita, il flauto traverso, anche se ancora oggi, in diversi concerti, utilizza in alcuni passaggi il tin-whistle.
Dopo aver seguito delle lezioni di flauto traverso, ed aver vinto in soli due anni ben tre premi a dei concorsi locali, studia presso il Royal College of Music e la Guildhal School of Music and Drama di Londra, per poi entrare al Conservatorio di Parigi.

### La carriera

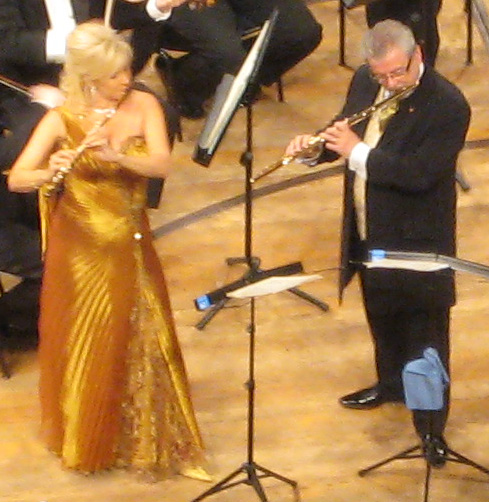
Jeanne e James Galway

Inizia la carriera di flautista al Sadlers Wells Opera e al Royal Opera Covent Garden, ed in seguito entra nella BBC Symphony Orchestra dove suona l'ottavino, nella London Symphony Orchestra e nella Royal Philharmonic Orchestra, dove gli viene affidato il ruolo di primo flauto. Nel 1969 viene nominato primo flauto della Filarmonica di Berlino, e nel 1975 inizia la sua carriera come solista: in un anno tiene oltre 120 concerti, e suona in tutte le principali orchestre londinesi.
Da quel momento Sir James viaggia intensamente, partecipando a concerti e manifestazioni con le più importanti orchestre del mondo, e tenendo diversi corsi di master class.
Nel 1976 suona nella première nel Dorothy Chandler Pavilion at Music Center di Pasadena del balletto "Orfeo II" di Thea Musgrave.
Al Teatro alla Scala di Milano nel 1978 suona in tre concerti musiche di Wolfgang Amadeus Mozart, nel 2007 in concerto con Lady Jeanne Galway ed i Solisti Veneti diretti da Claudio Scimone e nel 2009 sempre con la moglie.
Nel 1991 suona in un concerto accompagnato dal pianista Phillip Moll per il Teatro La Fenice di Venezia.
Nel 1995 per il Metropolitan Opera House di New York suona alla Carnegie Hall ed al Hill Auditorium di Ann Arbor nel Michigan. 
Nel 2003 ha partecipato alla registrazione della fortunata colonna sonora, composta da Howard Shore, per il film Il Signore degli Anelli - Il ritorno del re di Peter Jackson in sei brani: The Black Gate Opens, The Return of the King (con Viggo Mortensen e Renée Fleming), Eleanor, The Mouth of Sauron, The Fellowship Reunited e The Grey Havens. Howard Shore riceverà il Premio Oscar nel 2004 per la miglior colonna sonora e nel 2005 un Grammy Award.
Attualmente suona flauti Nagahara e Muramatsu, ma ha anche una sua produzione di flauti, Galway Spirit Flutes.

### Vita privata
Negli anni Settanta, Galway si è trasferito da Berlino a Lucerna, la città della sua seconda moglie Anna (Annie) Renggli. Con lei ha avuto una coppia di gemelli ed un figlio maschio. Dopo il divorzio con Annie, si è trasferito a Meggen, paese non lontano da Lucerna, ove abita con la terza moglie, la statunitense Jeanne Cinnante. Spesso suonano assieme, accompagnati al pianoforte da Philip Moll o tengono master class.
È affetto da nistagmo, una patologia ottica, ed è un membro dell'associazione Nystagmus Network, un gruppo di sostegno per le persone affette da questa patologia.
Un suo nipote, Martin Galway, è diventato famoso negli anni Ottanta per aver composto le musiche dei videogiochi per il Commodore 64.

## Particolari esibizioni
Sir James è stato chiamato per suonare in presenza di diversi personaggi importanti, come la regina Elisabetta II, Papa Giovanni Paolo II, l'ex presidente degli Stati Uniti Bill Clinton, il principe Charles, la principessa Diana, ed ha condiviso il palcoscenico con un'incredibile serie di popolari persone, come Stevie Wonder, Henry Mancini, John Denver, Elton John, i Chieftains e Cleo Laine. Si è esibito con Roger Waters nel suo memorabile concerto presso il muro di Berlino, ed ha suonato al concerto della consegna del Premio Nobel per la pace in Norvegia, e alla conferenza del G7 per la regina Elisabetta a Buckingham Palace.
Ha suonato anche in duo con Raffaele Trevisani per la televisione italiana.

## Repertorio
Le sue grandi ed universalmente riconosciute capacità musicali, permettono a Sir James di eseguire con grande padronanza brani di qualsiasi repertorio, dai grandi pezzi della musica classica, come capolavori di Bach, Vivaldi, Mozart, a brani della tradizione giapponese o irlandese di stampo folk, passando per il jazz e, non ultimo, per il cinema, come per la colonna sonora di Il Signore degli Anelli - Il ritorno del re, composta e diretta dal vincitore dell'Academy Award Howard Shore ed eseguita dallo stesso Galway.
Inoltre Sir James ha dato risalto nelle sue esibizioni anche alla produzione musicale contemporanea eseguendo diversi brani commissionati da e per lui composti da Amram, Bolcolm, Corigliano, Heath, Lieberman e Rodrigo.

## Altre attività
Per quanto riguarda la sua attività come insegnante, sir James è un instancabile promotore delle arti. Accanto al suo impegnato programma concertistico trova tempo anche per condividere le proprie capacità e la propria esperienza con le generazioni di futuri flautisti attraverso numerose masterclass. È anche autore di diversi libri, e ha pubblicato un trattato critico sui dodici studi del Boehm op. 15. Sir James sostiene anche diverse associazioni umanitarie, come FARA, SOS e UNICEF, di cui ha lo speciale titolo di ambasciatore. Nel 2003 ha formato il Music Education Consortium assieme a Julian Lloyd Webber, Evelyn Glennie e Michael Kamen per l'educazione musicale nelle scuole britanniche. Dedica inoltre gran parte del suo tempo libero in qualità di presidente di “Flutewise” un'organizzazione no-profit che incoraggia i giovani flautisti e dona strumenti agli studenti meno agiati.

## Discografia
- O'Reilly Street (2008)
- My magic flute (2006)
- Ich war ein Berliner (2006)
- The Essential James Galway (2006)
- Wings of Song (2004)
- Music for my Little Friends (2002)
- The Very Best Of James Galway (2002)
- A Song Of Home: An American Musical Journey (2002)
- Hommage a Rampal (2001)
- Love Song (2001)
- Sixty Years--60--Sixty Flute Masterpieces Collection (1999)
- Unbreak My Heart (1999)
- Winter's Crossing (1998)
- Tango Del Fuego (1998)
- Serenade (1998)
- Meditations (1998)
- Greatest Hits Vol. 3 (1998)
- Flute Sonatas (1997)
- Legends (1997)
- James Galway Plays Lowell Liebermann (1997)
- Music For My Friends (1997)
- James Galway Plays The Music Of Sir Malcolm Arnold (1996)

- The Celtic Minstrel (1996)
- Bach Vol. 2 Trio Sonatas (1995)
- Mozart Concerto for Flute and Harp, Concerto No. 1 and Concerto No. 2 (1995)
- The French Recital (1994)
- The Lark In The Clear Air (1994)
- Wind Of Change (1994)
- Pachelbel Canon (1994)
- Bach Sonatas (1993)
- The Classical James Galway (1993)
- Seasons (1993)
- Dances For Flute (1993)
- Danzi (1993)
- The Magic Flute (1992)
- At The Movies (1992)
- Mozart Concerto for Flute and Harp and Sonatas for Flute and Piano (1992)
- Greatest Hits Vol. 2 (1992)
- Mozart Flute Quartets (1991)
- The Wind Beneath My Wings (1991)
- In Dulci Jubilo (1991)
- Italian Flute Concertos (1991)
- J.S. Bach Suite No. 2 Concerto for Flute, Violin and Harpsichord (1991)

- Over The Sea To Skye (1990)
- Quantz 4 Concertos (1989)
- The Enchanted Forest (1988)
- Greatest Hits (1988)
- James Galway Plays Beethoven (1988)
- J.S. Bach Suite No. 2 Concerto - Trio Sonatas (1987)
- Christmas Carol (1986)
- In Ireland (1986)
- In The Pink (1984)
- James Galway Plays Mozart (1984)
- Nocturne (1983)
- Annie's Song (1981)
- Song Of The Seashore (1979)
- Mozart Concerto No. 1, Andante and Concerto for Flute and Harp
- Sometimes When We Touch
- Vivaldi The Four Seasons
- Man With The Golden Flute (1982)
- Mozart, Serenate: n. 9 in re magg. K.320 "Posthorn", - Böhm/Galway/Koch, Deutsche Grammophon